# Grunow-Dammendorf
Grunow-Dammendorf är en kommun i Landkreis Oder-Spree i förbundslandet Brandenburg i Tyskland. 
Kommunen ingår i kommunalförbundet Amt Schlaubetal tillsammans med kommunerna Mixdorf, Müllrose, Ragow-Merz, Schlaubetal och Siehdichum.
Kommunen bildades 26 oktober 2003 genom en sammanslagning av de tidigare kommunerna Dammendorf och Grunow.